# Einer Poulsen
Einer Poulsen (Koppenhága) dán nemzetközi labdarúgó-játékvezető.

## Pályafutása
A Dán labdarúgó-szövetség Játékvezető Bizottsága (JB) 1961-ben terjesztette fel nemzetközi játékvezetőnek, a Nemzetközi Labdarúgó-szövetség (FIFA) bíróinak keretébe. Több nemzetek közötti válogatott- és klubmérkőzést vezetett.

### Világbajnokság
Anglia volt a VIII., az 1966-os labdarúgó-világbajnokság döntő mérkőzéseinek házigazdája. Az előcsatározások során 1965-ben, a Belgium–Izrael (1:0) mérkőzést koordinálta. Vezetett mérkőzéseinek száma: 1.

### Európa-bajnokság
Spanyolországban, volt az II., az 1964-es labdarúgó-Európa-bajnokság  döntő küzdelmeinek helyszíne. Az előselejtezők során a nyolcaddöntőben 1963. október 13-án Dublinban, a Dalymount Park Stadionban, 40 000 néző előtt az Írország–Ausztria (3:2) találkozást irányította.
Olaszországban volt a III., az 1968-as labdarúgó-Európa-bajnokság döntő küzdelmeinek. A döntő tornára való kijutás előmérkőzései közül 1967. április 16-án Luxemburgban, a Josy Barthel Stadionban, 7000 néző előtt irányította, a Luxemburg–Lengyelország (0:0) csoportmérkőzést. Vezetett mérkőzéseinek száma: 2.